# Croisy-sur-Eure
Croisy-sur-Eure är en kommun i departementet Eure i regionen Normandie i norra Frankrike. Kommunen ligger i kantonen Pacy-sur-Eure som tillhör arrondissementet Évreux. År 2022 hade Croisy-sur-Eure 225 invånare.

## Befolkningsutveckling
Antalet invånare i kommunen Croisy-sur-Eure
Referens:INSEE